# Czerwoniak (województwo kujawsko-pomorskie)
Czerwoniak – osada leśna w Polsce położona w województwie kujawsko-pomorskim, w powiecie nakielskim, w gminie Kcynia.
W latach 1975–1998 miejscowość administracyjnie należała do województwa bydgoskiego.